# Saison 2000-2001 du LOSC Lille Métropole
Maillots
Chronologie
Saison précédente Saison suivante
La saison 2000-2001 du LOSC Lille Métropole est la quarante-et-unième saison du club nordiste en première division du championnat de France, l'équipe est promue en première division à la suite du titre de champion de France de Division 2 en 2000.

## Compétitions

### Championnat
La saison 2000-2001 de Ligue 1 est la soixante-troisième édition du championnat de France de football. La division oppose dix-huit clubs en une série de trente-quatre rencontres. Les meilleurs de ce championnat se qualifient pour les coupes d'Europe que sont la Ligue des Champions (le podium) et la Coupe UEFA (voir la section consacrée sur les qualifications pour les coupes d'Europe).
Trois équipes sont promues de Division 2, Lille, champion de Division 2 la saison précédente, Guingamp et Toulouse
C'est la première saison de Luc Dayan en tant que président en remplacement de Bernard Lecomte, Vahid Halilhodžić entame quant à lui sa deuxième saison pleine à la tête de l'équipe.
Pour sa première saison en Division 1 depuis sa remontée parmi l'élite, le LOSC joue les troubles-fêtes et se hisse une première fois en tête du championnat au bout de la 3e journée, puis de la 24e à la 30e journée, avant de laisser filer des points importants lors des dernières journées et voir Nantes et Lyon passer devant.
Lille se qualifie malgré tout pour le troisième tour préliminaire de la Ligue des Champions en finissant 3e, grâce à une victoire sur le terrain du champion en titre Monaco lors de la dernière journée. Après avoir été mené au score dès la deuxième minute sur un but de Pontus Farnerud, Lille égalise par Laurent Peyrelade puis prend l'avantage à 10 minutes de la fin du match par Bruno Cheyrou.